# Ivan Baranchyk
Ivan Baranchyk est un boxeur biélorusse né le 24 janvier 1993 à Amursk.

## Carrière
Passé professionnel en 2014, il remporte le titre vacant de champion du monde des poids super-légers IBF en s'imposant contre Anthony Yigit par abandon au 7e round le 20 octobre 2018. Baranchyk perd son titre dès le combat suivant aux points face à Josh Taylor le 18 mai 2019.